# Кано Хоґай
Кано Хоґай (яп. 狩野 芳崖; *27 лютого 1828 — 5 листопада 1888) — японський художник кінця періоду Едо і періоду Мейдзі. Мав псевдоним Сьокай.

## Життєпис
Походив з родини художників. Син Кано Сейко, що служив придворним художником клану Морі. Народився у 1828 році. Отримав ім'я Котаро. Його навчав малювати батько. Деякий час допомагав останньому виконувати замовлення. У 1854 році перебирається до Едо (столиці сьогуната Токугава), де вчиться в школі Кобікітьо (відгалуження школи Кано) під керівництвом Кано Сьосен'іна. Навчався також у Кацукава Сюнсо, що мало не призвело до виключення зі школи Кано. Потім працює вже як самостійний живописець під псевдонімом Сьокай до початку війни Босін в епоху реставрації Мейдзі. 1860 року брав участь у розписі замку Едо. Тоді ж змінив ім'я на Хоґай.
У 1868—1878 роках, коли майстри школи Кано втратили всі свої привілеї, займається переважно розписом порцелянових виробів і лаковими роботами. У 1876 році представляв свої картини на Всесвітній виставці у Парижі. З 1877 року працює на представників роду Сімадзу. У 1882 і 1884 роках виставляє свої доробки на Японському конкурсі з розвитку мистецтв. У цей період знайомиться з Ернестом Феноллозою і Окакура Какудзо, які переконують Кано Хоґая повернутися до живопису в стилі Кано і продовжити її традиції. Спільно з другом Хасімото Ґахо 1885 року засновують Товариство розвитку живопису (кангакай). Того ж року брав участь у Другому японському салоні в Парижі. Після цього займається створенням державної Вищої школи мистецтв, проте вмирає до її відкриття в 1889 році.

## Творчість

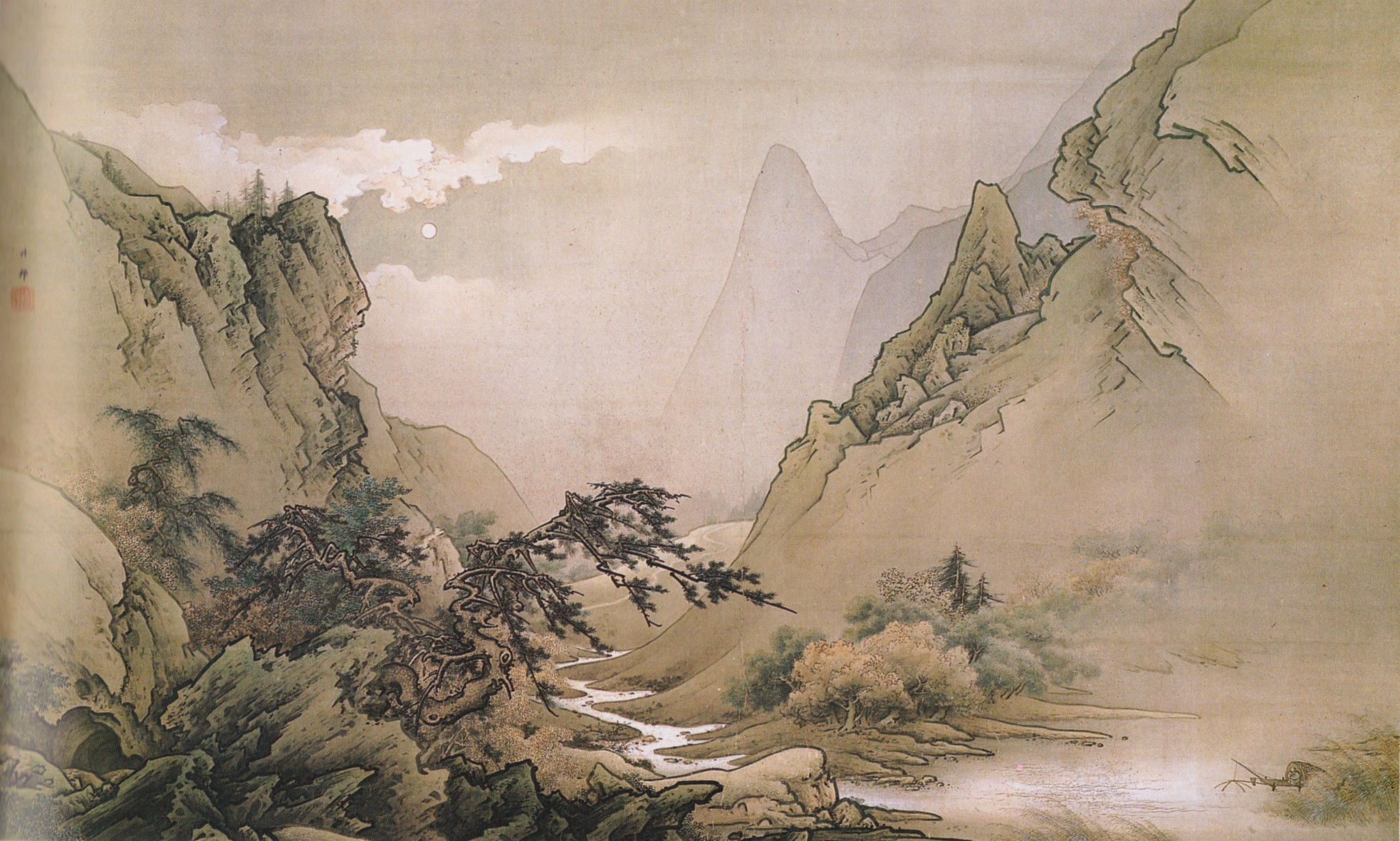
Ландшафт

Намагався поєднувати традиції школи Кано з техніками західноєвропейського живопису, насамперед застосовував перспективу і гру світлотіні. Також було запозичено принципи реалізму. Крім пейзажів, малював також картини на буддистську тематику, використовуючи при цьому в тому числі і яскраві фарби. У 1850-х роках виконував роботи в стилі ямато-е.
Вже у першій відомій «Бакан Сінкей Дзукан», де зображено пейзаж Сімоносекі, помітно відхід художника від суворого виконання традицій школи Кано. Шедевром вважається «Като Ґазацу» («Альбом квітів і птахів»).